# Pedro Barreto
Pedro Barreto (4 de setembro de 1991) é um violinista brasileiro.

## Estudos
O violinista brasileiro Pedro Barreto nasceu em 4 de setembro de 1991 em Campinas, São Paulo onde iniciou seus estudos musicais. Estudou na Escola Nacional de Música Liubomir Pipkov (Sofia, Bulgária) na classe de violino da Professora Blagorodna Taneva. Bacharel em violino na classe do Professor Mintcho Mintchev na Folkwang Hochschule - (Essen, Alemanha) e mestre em violino pela Hochschule für Musik Nürnberg na classe do Professor Reto Kuppel (Nuremberg, Alemanha). Integra atualmente a Beethoven Orchester Bonn (Bonn, Alemanha).

## Prêmios
1° Prêmio no "Preisträgerkonzert 2016 des Kammermusikwettbewerbs des Mozartvereins 1829 eV Nürnberg" (Nuremberg - Alemanha, janeiro de 2016)
2° Prêmio e Prêmio Especial "Emil Kamilarov" no "National Competition Pancho Vladigerov" (Shumen - Bulgária, maio de 2013)
1° Prêmio no "XXXIV International Violin Competition Nedyalka Simeonova" (Haskovo - Bulgária, outubro de 2009)
1° Prêmio no "V International Competition Young Virtuosos Emil Kamilarov" (Sofia - Bulgária, abril de 2009)
2° Prêmio no "XI International Violin Competition Petar Toskov" (Belgrado - Sérvia, novembro de 2008)
2° Prêmio no "First International Competition for Japanese and Bulgarian Music" (Sofia - Bulgária, abril de 2008).
Pedro Barreto foi bolsista da "Fundação Beto Studart"